# إيبر سيمبسون
إيبر سيمبسون (بالإنجليزية: Eber Simpson)‏ هو لاعب كرة قدم أمريكية أمريكي، ولد في 24 يوليو 1895، وتوفي في 19 ديسمبر 1964.